# Ист Ла Миранда (Калифорнија)
Ист Ла Миранда (енгл. East La Mirada) насељено је место без административног статуса у америчкој савезној држави Калифорнија.

## Демографија
По попису из 2010. године број становника је 9.757, што је 219 (2,3%) становника више него 2000. године.
| Група             | 2000.         | 2010.         |
| Белци             | 5.164 (54,1%) | 4.046 (41,5%) |
| Афроамериканци    | 171 (1,8%)    | 178 (1,8%)    |
| Азијати           | 348 (3,6%)    | 462 (4,7%)    |
| Хиспаноамериканци | 3.640 (38,2%) | 4.907 (50,3%) |
| Укупно            | 9.538         | 9.757         |